# Sooglossus
Sooglossus — рід земноводних родини Сейшельські жаби ряду Безхвості. Має 2 види.

## Опис
Загальна довжина представників цього роду коливається від 1,6 до 2,5 см. Спостерігається статевий диморфізм: самиці більші за самців. Голова невелика, тулуб доволі стрункий. Загалом схожі на інших представників своєю родини. Особливістю є будова їх язика, який еліптичний та немає заднього отвору (пазу) у задній частині. звідси й походить їх наукова назва — з грецької мови soos — «цілий», «неушкоджений» та glossa — «язик».
Забарвлення переважно тьмяних кольорів, перш за все сірого з темними цяточками чи плямочками на спині. Черево зазвичай білого кольору.

## Спосіб життя
Полюбляють тропічні вологі ліси, скелі, ущелини. практично увесь час проводять в опалому листі. активні вночі або піч час дощу. Живляться дрібними комахами та їх личинками.
Це яцекладні амфібії. Ці жаби доволі турботливі батьки.

## Розповсюдження
Мешкають на Сейшельських островах Мае та Силует.

## Види
- Sooglossus sechellensis
- Sooglossus thomasseti